# Natura 2000-område nr. 34 Brandstrup Mose
Natura 2000-område nr. 33 Brandstrup Mose er en naturplan under det fælleseuropæiske Natura 2000-projekt. Planområdet, Brandstrup Mose, er et habitatområde, med et samlet areal på ca. på 52 ha; Området ligger i Viborg Kommune.

## Beskrivelse
Natura 2000-området er den sidste rest af et stort sammenhængende moseområde, som stort set er drænet og afvandet. Således er mosen
omgivet af dyrkede arealer. Mosen ligger i en fordybning i et bakket morænelandskab og er dannet ved tilgroning af en sø. Søaflejringerne er dateret så langt tilbage som fra Boreal tid, for mere end 9000 år siden. Mosegeologiske undersøgelser af de intakte højmoseflader
viser, at der har eksisteret højmose på stedet i ca. 6000 år. Den eksisterende nedbrudte højmose har stort potentiale for regeneration, dersom de negative påvirkninger ophører. Store dele af højmosen har været anvendt til tørveindvinding, og der findes i dag kun to mindre områder med intakt tørveprofil.
I flere af tørvegravene, der på udpegningsgrundlaget begegnes som hængesæk, er der god regeneration af Sphagnum (tørvemos) og dermed begyndende aktiv tørvedannelse/sekundær højmosedannel
se. Tørvegravenes dybde, tilgronings- og regenerationsstadier er varierende, og enkelte rummer en sjælden sphagnum-flora og en karakteristisk vegetation med bl.a. hvid næbfrø og soldug.
Som følge af den omfattende dræning er store dele af mosen i dag bevokset med primært birk og har karakter af sekundær skovbevokset tørvemose. Det vil sige, at naturtypen ikke er oprindelig, men forekomsten er betinget af menneskelige aktiviteter i området.
Der er udpeget naturtypen brunvandet sø på arealet. Disse søer er
tidligere tørvegrave, som er under successiv kolonisation med
Sphagnum-arter og som sådan et led i regenerationen mod sekundær aktiv højmose.
Mosen blev fredet i 1984 
Natura 2000-planen er vedtaget i 2011, hvorefter kommunalbestyrelserne
og Naturstyrelsen udarbejdede bindende handleplaner for
gennemførelsen af planen.  Planen videreføres og videreudvikles i senere planperioder.  Natura 2000-planen er koordineret med vandplanen Vandplan 1.5 Randers Fjord.